# 小行星8504
小行星8504（英語：8504）是一颗围绕太阳公转的小行星。1990年12月17日，上田清二、金田宏在钏路市发现了此天体。
这颗小行星的绝对星等为336.51019等。